# 华良姜素
华良姜素（也称为山柰酚-3,7-二甲醚，化学名：5,4'-二羟基-3,7-二甲氧基黄酮，5,4′-Dihydroxy-3,7-dimethoxyflavone）是一种O-甲基化黄酮，分子式C17H14O6，存在于黄芪（Astragalus membranaceus）等植物中。